# Kulturhuset, Randers
Kulturhuset är ett kulturhus i Randers i Region Mittjylland i Danmark.
Kulturhuset i Randers invigdes 1961. I kulturhuset finns Randersegnens Hovedbibliotek, Museum Østjylland och Randers Kunstmuseum. 
Kulturhuset består av tre sammanfogade byggnader. Den äldsta är Randers Tekniske Skoles tidigare huvudbyggnad i rött tegel från 1891, ritad av J.P. Jensen Wærum. År 1937 skedde en tillbyggnad ritad av I.P. Hjersing, och slutligen uppfördes 1964-1969 Flemming Lassens kvadratiska byggnad i neobrutalistisk stil.
Över ingången till kulturhuset hänger skulpturen Ringen av Viera Collaro från 1997. 